# Gaspard Auguste Brullé
Gaspard Auguste Brullé (Parigi, 7 aprile 1809 – Digione, 21 gennaio 1873) è stato un entomologo francese.
Appassionato di insetti fin da giovanissimo grazie anche all'influenza di Georges Cuvier, partecipò alla campagna di Morea organizzata da Jean Baptiste Bory de Saint-Vincent nel 1829. Nel 1832 partecipò alla fondazione della Société entomologique de France. L'anno successivo divenne assistente naturalista di Victor Audouin, occupandosi di crostacei, aracnidi e insetti.
Si diplomò in scienze e in lettere prima di laurearsi nel 1839 in scienze naturali. La sua tesi, pubblicata nel 1837, si intotlava Sur le gisement des insetti fossiles et sur les services que l'étude de ces animaux peut fournir à la géologie. In seguito divenne docente di zoologia e anatomia comparata presso l'Università di Digione.
Propose una nuova classifica dei neurotteri, che è stata poi completata da Wilhelm Ferdinand Erichson. Scrisse anche l'introduzione e parti del testo dell'Histoire naturelle des insectes coléoptères (pubblicato nel 1840) con Francis de Laporte de Castelnau e parti dell'Histoire naturelle des insectes. Hyménoptères con Amédée Louis Michel Lepeletier.
Étienne Mulsant ha chiamato la specie di coccinela coleottero Scymnus brullei in suo onore.

## Taxa descritti
| Brullé è l'abbreviazione standard utilizzata per le specie animali descritte da Gaspard Auguste Brullé. Categoria:Taxa classificati da Gaspard Auguste Brullé |